# Le Mans ’66
Le Mans ’66 (ang. Ford v Ferrari) – amerykański dramat sportowy z 2019 roku w reżyserii Jamesa Mangolda, z Christianem Bale’em i Mattem Damonem w rolach głównych, o wyścigach samochodowych i rywalizacji koncernów Ford i Ferrari.
Film miał premierę 30 sierpnia 2019 podczas Festiwalu Filmowego w Telluride. Na ekrany kin w szerokiej dystrybucji w Stanach Zjednoczonych wszedł 15 listopada 2019, w Polsce 22 listopada.

## Fabuła
Projektant samochodów sportowych i kierowca wyścigowy decydują się na stworzenie samochodu, który pod marką Forda ma stanąć do zawodów we Francji w wyścigu trwającym całą dobę – 24h Le Mans. Głównym rywalem Amerykanów ma być włoski koncern Ferrari.

## Obsada
W filmie wystąpili m.in.:
- Matt Damon jako Carroll Shelby
- Christian Bale jako Ken Miles
- Jon Bernthal jako Lee Iacocca
- Caitriona Balfe jako Mollie Miles
- Josh Lucas jako Leo Beebe
- Noah Jupe jako Peter Miles
- Tracy Letts jako Henry Ford II
- Remo Girone jako Enzo Ferrari
- Ray McKinnon jako Phil Remington
- JJ Feild jako Roy Lunn
- Jack McMullen jako Charlie Agapiou
- Corrado Invernizzi jako Franco Gozzi
- Joe Williamson jako Don Frey
- Ian Harding jako Jimmy
- Adam Mayfield jako Lloyd Ruby